# Naumann (Mondkrater)
Naumann ist ein kleiner Einschlagkrater auf der nordwestlichen Mondvorderseite in der Ebene des Oceanus Procellarum, südwestlich des Mons Rümker.
| Buchstabe | Position           | Durchmesser | Link |
| --------- | ------------------ | ----------- | ---- |
| B         | 37,45° N, 60,67° W | 11 km       |      |
| G         | 33,55° N, 60,71° W | 6 km        |      |

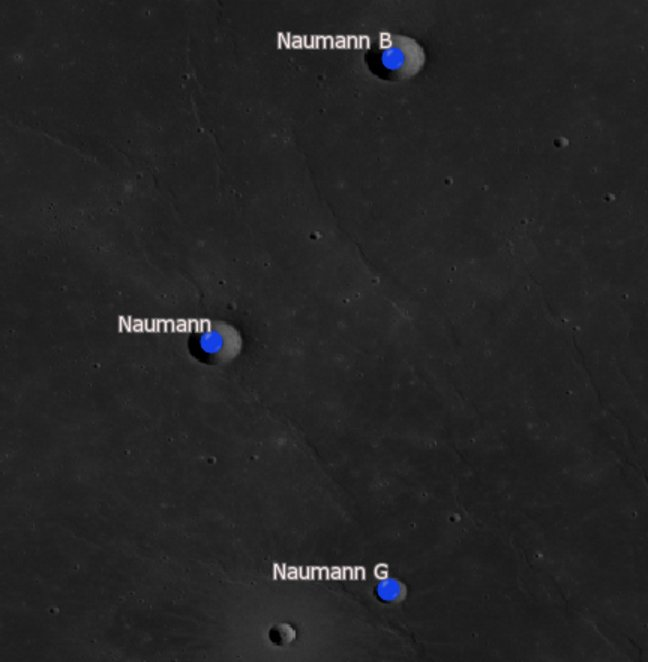
Naumann mit seinen Nebenkratern

Der Krater wurde 1935 von der IAU nach dem deutschen Geologen Carl Friedrich Naumann offiziell benannt.